# Campeonato Europeo de Piragüismo en Eslalon de 2018
El XIX Campeonato Europeo de Piragüismo en Eslalon se celebró en Praga (República Checa) entre el 1 y el 3 de junio de 2018 bajo la organización de la Asociación Europea de Piragüismo (ECA) y la Federación Checa de Piragüismo.
Las competiciones se realizaron en el Canal de Piragüismo en Eslalon de Praga-Trója, acondicionado en el río Moldava, al norte de la capital checa.

## Medallistas

### Masculino
| Evento                 | Oro | Plata | Bronce |
| ---------------------- | --- | --- | --- |
| K1 individual (02.06)  | Peter Kauzer Eslovenia 91,02 pts.                                                                             | Vít Přindiš · República Checa · 91,53 pts.                                                                           | Jiří Prskavec · República Checa · 91,87 pts.                                                                                      |
| C1 individual (03.06)  | Ryan Westley Reino Unido 95,48                                                                                | Adam Burgess Reino Unido 97,05                                                                                       | Tomáš Rak · República Checa · 97,59                                                                                               |
| C2 individual (02.06)  | Jonáš Kašpar · Marek Šindler · República Checa · 107,99                                                       | Robert Behling · Thomas Becker · Alemania · 108,86                                                                   | Ondřej Karlovský · Jakub Jáně · República Checa · 109,09                                                                          |
| K1 por equipos (02.06) | Ondřej Tunka · Vít Přindiš · Jiří Prskavec · República Checa · 101,79                                         | Mateusz Polaczyk · Dariusz Popiela · Michał Pasiut · Polonia · 105,44                                                | Peter Kauzer Martin Srabotnik Niko Testen Eslovenia 108,02                                                                        |
| C1 por equipos (03.06) | Denis Gargaud-Chanut Pierre-Antoine Tillard Cédric Joly Francia 110,04                                        | Alexander Slafkovský · Michal Martikán · Marko Mirgorodský · Eslovaquia · 110,99                                     | Vítězslav Gebas · Lukáš Rohan · Tomáš Rak · República Checa · 111,58                                                              |
| C2 por equipos (02.06) | Alemania · Robert Behling / Thomas Becker · Franz Anton / Jan Benzien · David Schröder / Nico Bettge · 122,53 | República Checa · Ondřej Karlovský / Jakub Jáně · Tomáš Koplík / Jakub Vrzáň · Jonáš Kašpar / Marek Šindler · 124,64 | Francia Gauthier Klauss / Matthieu Péché Nicolas Scianimanico / Hugo Cailhol Pierre-Antoine Tillard / Denis Gargaud-Chanut 133,53 |

### Femenino
| Evento                 | Oro                                                                  | Plata                                                                  | Bronce                                                                             |
| ---------------------- | -------------------------------------------------------------------- | ---------------------------------------------------------------------- | ---------------------------------------------------------------------------------- |
| K1 individual (03.06)  | Ricarda Funk · Alemania · 100,96 pts.                                | Corinna Kuhnle · Austria · 102,32 pts.                                 | Fiona Pennie Reino Unido 102,91 pts.                                               |
| C1 individual (02.06)  | Viktoria Wolffhardt · Austria · 119,01                               | Mallory Franklin Reino Unido 119,58                                    | Elena Apel · Alemania · 122,39                                                     |
| K1 por equipos (03.06) | Ricarda Funk · Jasmin Schornberg · Lisa Fritsche · Alemania · 118,26 | Corinna Kuhnle · Lisa Leitner · Viktoria Wolffhardt · Austria · 120,81 | Kateřina Kudějová · Barbora Valíková · Veronika Vojtová · República Checa · 121,20 |
| C1 por equipos (02.06) | Mallory Franklin Kimberley Woods Bethan Forrow Reino Unido 140,75    | Lucie Prioux Lucie Baudu Claire Jacquet Francia 146,89                 | Nuria Vilarrubla · Miren Lazkano · Klara Olazabal · España · 152,25                |

## Medallero
| Núm. | País            | Oro | Plata | Bronce | Total |
| ---- | --------------- | --- | ----- | ------ | ----- |
| 1    | Alemania        | 3   | 1     | 1      | 5     |
| 2    | República Checa | 2   | 2     | 5      | 9     |
| 3    | Reino Unido     | 2   | 2     | 1      | 5     |
| 4    | Austria         | 1   | 2     | 0      | 3     |
| 5    | Francia         | 1   | 1     | 1      | 3     |
| 6    | Eslovenia       | 1   | 0     | 1      | 2     |
| 7    | Eslovaquia      | 0   | 1     | 0      | 1     |
| 7    | Polonia         | 0   | 1     | 0      | 1     |
| 9    | España          | 0   | 0     | 1      | 1     |
|      | TOTAL           | 10  | 10    | 10     | 30    |